# Intavolazione
L'intavolazione è il sistema di pubblicità immobiliare, su base reale e con effetto costitutivo, adottato nelle regioni italiane che fino al 1919 facevano parte dell'Impero austro-ungarico e mantenuto in vigore, ai sensi del Regio Decreto 499 del 28 marzo 1929, in Trentino-Alto Adige, nelle province di Gorizia e Trieste, nonché nel Comune di Cortina d'Ampezzo.
Nel sistema tavolare i registri prendono il nome di "libri fondiari".

## La normativa
La legge generale sui libri fondiari fu emanata il 25 luglio 1871, B.L.I. n. 95, e con relativo regolamento (O.M. 12 gennaio 1872, B.L.I. n. 95), mentre per quanto riguarda il Tirolo (comprendente l'attuale Regione Trentino-Alto Adige), l'impianto tavolare fu regolamentato dalla Legge 17 marzo 1897, B.L.P. n. 9, e relative norme di attuazione.
Le leggi austriache ebbero provvisoria applicazione anche ai territori passati sotto la sovranità italiana, per essere poi sostituiti dal R.D. 28 marzo 1929, n. 499, e dell'allegato Nuovo Testo della Legge generale sui libri fondiari (che tuttavia, pur dando una nuova formulazione, non mutavano l'impianto del sistema austriaco.
Ulteriori modifiche vennero apportate dalle leggi 4 dicembre mentre le norme di coordinamento con il nuovo diritto di famiglia vennero fissate con la legge 8 agosto 1977, n. 574
L'art. 1 del D.P.R. 31 luglio 1978, n. 569, ha trasferito le competenze statali alle autorità regionali accrescendo la competenza primaria, in base allo Statuto dell'autonomia, in materia di impianto e di tenuta dei Libri Fondiari, comprese le funzioni prima di spettanza del Ministero della Giustizia con appositi organi decentrati a livello di Mandamento.
C'è una netta distinzione tra il sistema "tavolare" e il sistema di "pubblicità" così detto latino, dove per "pubblicità" si intende la modalità e gli effetti di come gli atti traslativi della proprietà sono resi noti al pubblico.
Il R.D. 4 novembre 1928, n. 2325, ha mantenuto, nelle cosiddette "nuove province" un sistema di pubblicità impostata sul criterio "reale" (riferito ai beni) e non segue quindi quello "personale" (riferito alle persone) della trascrizione regolata dal Codice Civile italiano del 1942.

### Norme di riferimento successive
- legge 4 dicembre 1956, n. 1376 (in G.U. 21 dicembre 1956, n. 321);
- legge 29 ottobre 1974, n. 594 (in G.U. 30 novembre 1974, n. 312);
- legge 8 agosto 1977, n. 574 (in G.U. 25 agosto 1977, n. 231);
- art. 3, comma 8, del decreto legge 31 dicembre 1996, n. 669, convertito nella legge 28 febbraio 1997, n. 30 (in G.U. 1º marzo 1997, n. 50);
- artt. 162, 163, 164, 165 del decreto legislativo 19 febbraio 1998, n. 51 (in Suppl. ord. n. 1 alla G.U. 20 marzo 1998, n. 66);
- art. 34 della L. 24 novembre 2000, n. 340 (in G.U. 24 novembre 2000, n. 275).

| Controllo di autorità | Thesaurus BNCF 38012 |